# Brandon Rojas
Pour les articles homonymes, voir Rojas.
Rojas  Vega est un nom espagnol. Le premier nom de famille, en général paternel, est Rojas ; le second, en général maternel, souvent omis, est Vega.
Brandon Alejandro Rojas Vega, né le 2 juillet 2002 à Bogota, est un coureur cycliste colombien.

## Biographie
Il passe professionnel en 2022 au sein de l'équipe Drone Hopper-Androni Giocattoli,. 

## Palmarès sur route

### Par années
- 2018
  - 3e étape de la Vuelta del Futuro
- 2020
  - 3e et 4e étapes de la Vuelta del Porvenir
- 2021
  - 7e étape de la Vuelta de la Juventud
- 2023
  - Clásica de Girardot : 
    - Classement général
    - 1re et 3e étapes
- 2024
  -  Champion de Colombie sur route espoirs
  - 3e du championnat de Colombie du contre-la-montre espoirs
- 2025
  - Circuito Feria de Manizales
  - 8e étape du Tour du Táchira

### Classements mondiaux
| Année                                 | 2024 |
| ------------------------------------- | ---- |
| Classement mondial                    | 802e |
| UCI America Tour                      | 96e  |
|                                       |      |
| Légende : nc = non classéSource : UCI |      |

## Palmarès sur piste

### Championnats nationaux
- Cali 2021
  -  Médaillé d'or de la course à l'américaine (avec Jordan Parra)[3].
  -  Médaillé d'argent de la poursuite par équipes (avec Jordan Parra, Camilo Antonio Torres et Wilmar Molina)[4].
  -  Médaillé d'argent de la course aux points[5].
- Medellín 2024
  -  Médaillé d'argent de la course aux points[6].
  -  Médaillé d'argent de la course à l'américaine (avec Jordan Parra)[7].
  -  Médaillé de bronze de la poursuite par équipes (avec Jordan Parra, Javier Jamaica, Juan Sebastián Dueñas et Freddy Ávila)[8].